# کالی تورن
کالایوپی "کالی" تورن (انگلیسی: Calliope "Callie" Thorne؛ زادهٔ ۲۰ نوامبر ۱۹۶۹) یک بازیگر سینما، و بازیگر اهل ایالات متحده آمریکا است. وی تباری انگلیسی و ارمنی دارد و از سال ۱۹۹۶ میلادی تاکنون مشغول فعالیت بوده‌است.

## بخشی از فیلم‌شناسی
- آشفتگی (۱۹۹۷)
- ایستگاه بعدی سرزمین عجایب (۱۹۹۸)
- هذیان‌گو (۲۰۰۶)
- تماشای کارآگاهان (۲۰۰۷)